# Gare Auber
A Gare Auber egy RER állomás Franciaországban, Párizsban az A RER-vonalon.

## Vasútvonalak
Az állomást az alábbi vasútvonalak érintik:

## Kapcsolódó állomások
A metróállomáshoz az alábbi állomások vannak a legközelebb:
- Gare de Charles-de-Gaulle - Étoile (Gare de Saint-Germain-en-Laye, Gare de Poissy, Gare de Cergy-le-Haut, A RER-vonal)
- Gare de Châtelet – Les Halles (Gare de Marne-la-Vallée - Chessy, Gare de Boissy-Saint-Léger, A RER-vonal)

## Képek

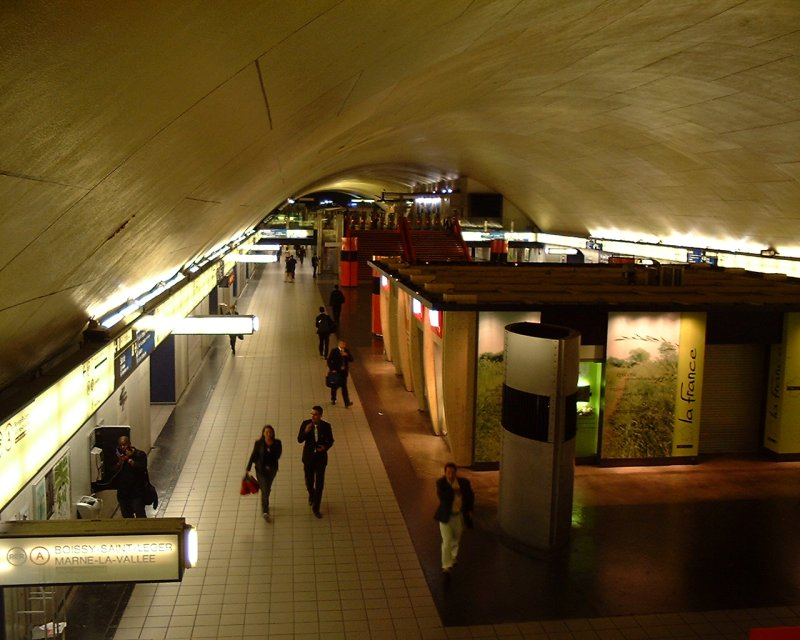
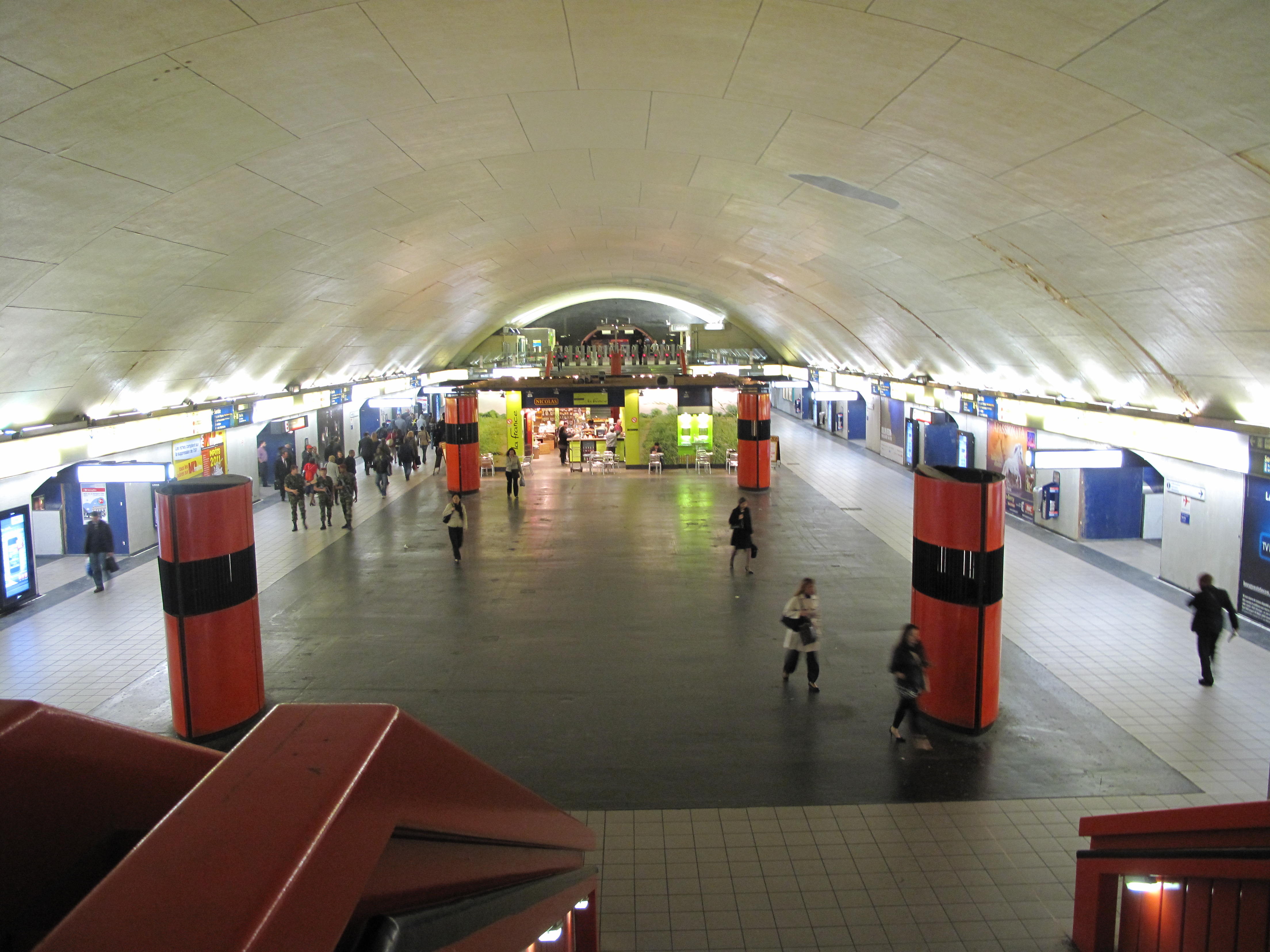
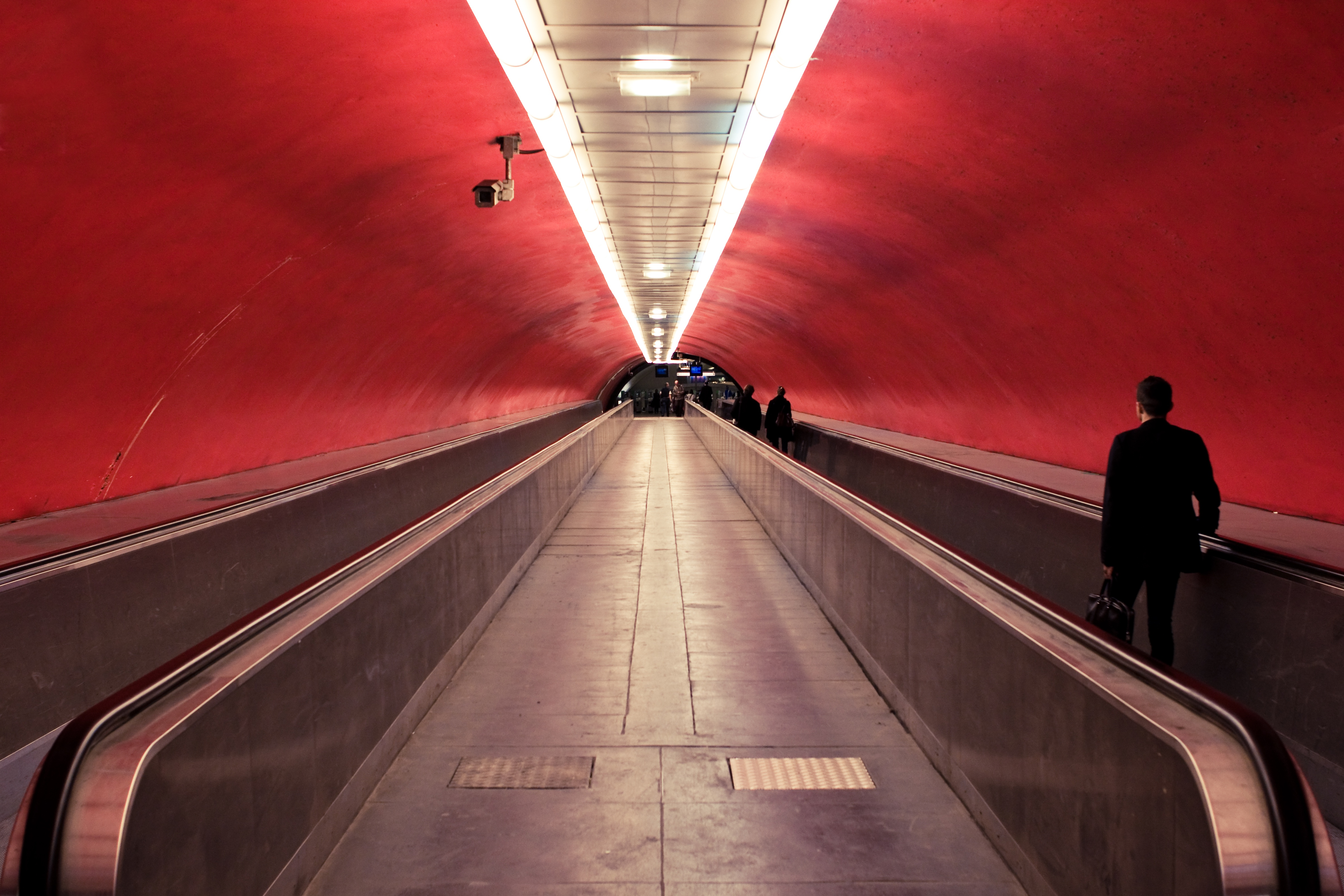